# アパラチア山脈

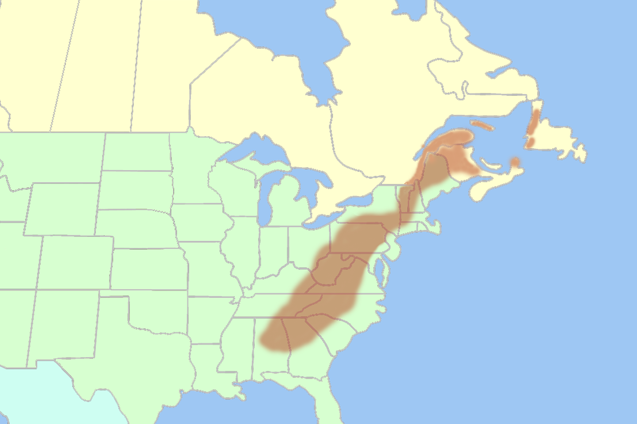
アパラチア山脈の場所

アパラチア山脈（アパラチアさんみゃく、英: Appalachian Mountains、仏: Appalaches）は、カナダ南東部及びアメリカ合衆国東北部に位置し、北東から南西方向に全長約2,400kmにわたって延びる丘陵・山脈。狭義では、そのうちのウエストバージニア州、バージニア州、ケンタッキー州、テネシー州、ノースカロライナ州等の南側の部分のみを指すこともある。

## 概要
アパラチア山脈が最初に形成されたのはオルドビス紀で、およそ4億8000万年前である。複雑に褶曲し、侵食が進んだ丘陵性の古い山脈であるが、かつてはアルプス山脈やロッキー山脈と同等の標高であったとされる。北端はカナダ南東部のニューファンドランド島で、そこから北アメリカ大陸東部を南西方向に縦断し、南端はアラバマ州の中央に至る。また、その裾野はミシシッピ州北西部にまで及んでいる。同山脈は一連の山地群からなっており、個々の山の標高は平均して1,000m前後。最高峰はノースカロライナ州にあるミッチェル山（標高2,037m）で、これはミシシッピ川以東では最も高い。
山脈の西部では石油・石炭が盛んに採掘されているなど地下資源が豊富。山脈の東側には都市が発達している。
国立公園が多く、グレート・スモーキー山脈国立公園やシェナンドー国立公園が有名である。また、アパラチア山脈南部のジョージア州北部、アラバマ州北東部、サウスカロライナ州西部、テネシー州東部、ノースカロライナ州西部、バージニア州南西部のグレート・スモーキー山脈国立公園、オーク・リッジ国立環境研究公園、コウィータ水文研究所、ミッチェル山州立公園、グランドファーザー山州立公園などおよびテネシー川流域開発公社とチェロキー族のイースタン・バンド・オブ・チェロキー・インディアンズの管轄地域を含む広大な地域は1988年にユネスコの生物圏保護区に指定された。

## 命名
1528年にスペイン人探検隊が現在のフロリダ半島タラハシー付近の原住民から部族名をアパラチェンと聞いたのが最初で、後にさらに北方一帯の地域名に使われていった。地図上で山脈名として記されたのは1565年であるが、今の様に山脈全体を指すようになったのは19世紀になってからである。それまではアレゲーニー山脈と呼ばれることも多かった。

## 地質
山脈を構成する岩石は海成の堆積岩と火山岩および古い海洋底で、激しく褶曲・断層作用を受けている。山脈の形成は古生代オルドビス紀に大陸縁辺部に海洋プレートが衝突し始め、北アメリカ大陸に潜り込んだことによる。火山の活発化と、浸食による周辺への堆積が生じた。これは現在の北アメリカ大陸とアフリカ大陸が一体化したアパラチア造山運動で最高潮に達した。つまり、超大陸パンゲア形成の中心に位置し、アパラチア山脈とモロッコのアトラス山脈、さらにイギリスのスコットランド地方は一連の地質構造であった（カレドニア造山運動）。中生代末までに山脈は侵食され平原化したが、新生代に隆起し、現在の形に浸食が進んだ。
かつては、造山運動のメカニズムを説明する有力な学説のひとつであった地向斜説の標準地として扱われていた。

## 生態
アパラチア山脈、特に中央部から南部の地域は、北米で最も生物多様性に富んだ場所の一つとなっている。南北方向に長い丘陵や渓谷は、動物や植物の種の多さに寄与している。それらの種は交互に繰り返してきた温暖期と寒冷期の間にいずれかの方角に移動することができ、各々に最も適した微気候の場所に定住した。

### 植物相
生物圏保護区には絶滅危惧種を含むダイコンソウ属のGeum radiatum、ヒナソウ属のHoustonia purpureaの亜種のvar. montana、ユリアザミ属のLiatris helleri、アキノキリンソウ属のSolidago spithamaea、タネツケバナ属のCardamine clematitis、デルフィニウム属のDelphinium exaltatum、ユキノシタ属のSaxifraga caroliniana、ユリ属のLilium grayi、キノボリヤバネゴケなどの植物が生えている。

### 動物相
生物圏保護区にはタウンゼンドオオミミオオコウモリのバージニア亜種、オオアメリカモモンガのcoloratus亜種、クモのMicrohexura montivaga、ヒメコアシホオヒゲコウモリ、アパラチアワタオウサギ、アレゲーニーウッドラット、ミズベトガリネズミのpunctulatus亜種、アメリカキンメフクロウ、アメリカコガラのpractica亜種などの動物が生息している。

## ギャラリー

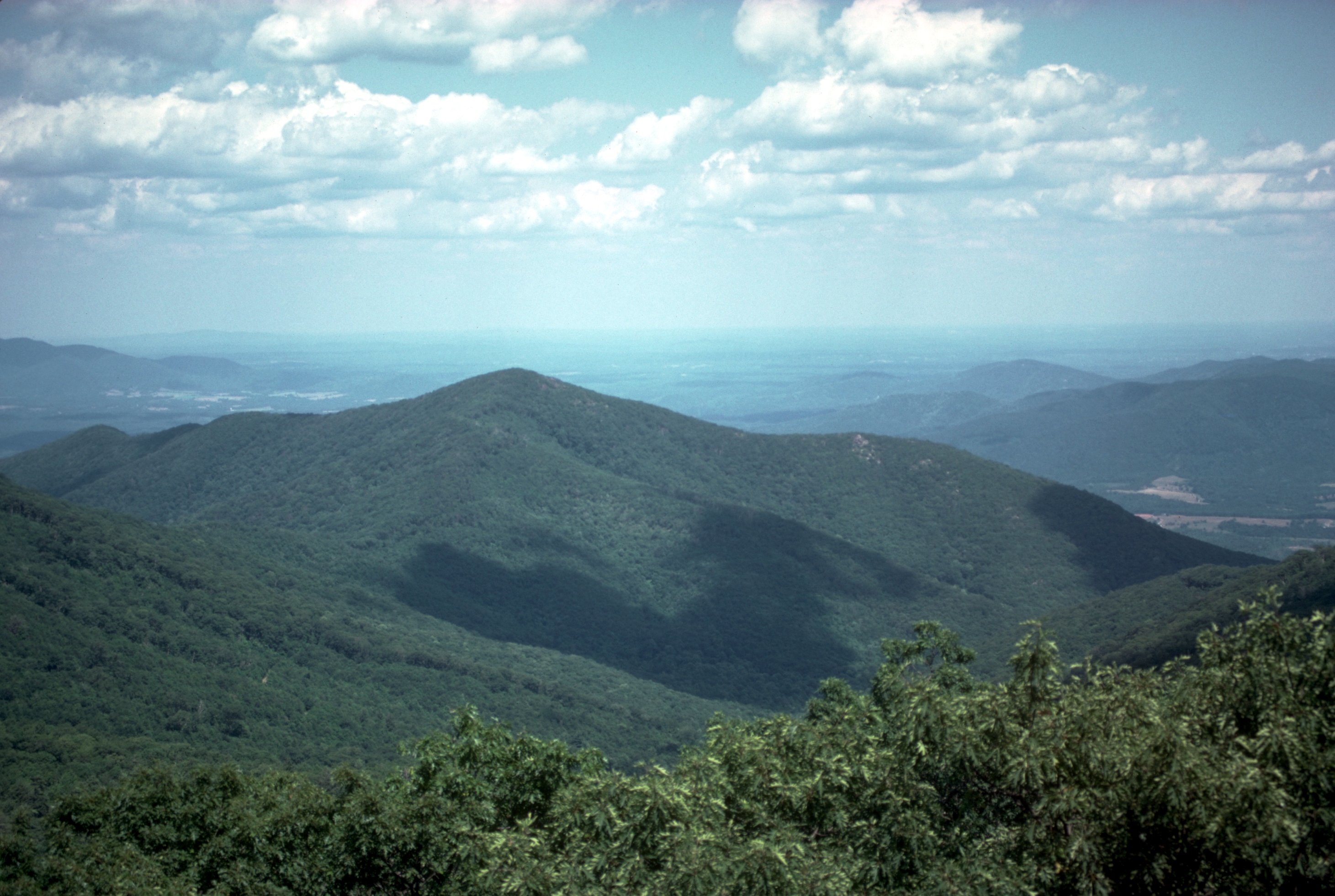
ノースカロライナ州北部
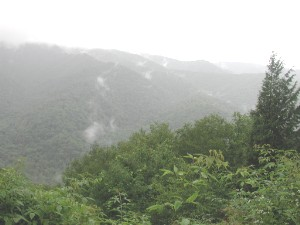
雨の日のグレート・スモーキー山脈(ノースカロライナ州西部)